# そして私たちは愚か者のように見過ごしてきた
『そして私たちは愚か者のように見過ごしてきた』（そしてわたしたちはおろかもののようにみすごしてきた、E noi come stronzi rimanemmo a guardare）は2021年のイタリアのSFコメディ映画。
監督はピエルフランチェスコ・ディリベルト（ピフ）、出演はファビオ・デ・ルイジとイレニア・パストレッリなど。
自らが導入したアルゴリズムによって解雇され、恋人も友人も失い、貯金もない状態で飲食宅配代行の配達員となった48歳の男性の姿を通して、笑いと恋愛の中に風刺を織り込みながら、労働システムの劣悪化を痛烈に批判する内容となっている。
本国イタリアでは2021年10月に開催されたローマ国際映画祭2021で上映されたのち、同年11月29日からスカイ・シネマで放映された。
日本では2022年4月末から5月にかけて開催されたイタリア映画祭2022で上映されたのち、同年5月から6月まで有料でオンライン配信された。

## ストーリー
グローバルIT企業フーバーのAI（アルゴリズム）によって世界が実質的に支配された近未来。大企業の管理職であるアルトゥーロはアプリの相性診断の結果が悪かったとの理由で上流階級の恋人リサに捨てられる。さらに業務の効率化を目的に自らが導入したアルゴリズムによって解雇されてしまう。リサの生活レベルに合わせるために貯金を使い果たしていたアルトゥーロは、彼女と暮らすために借りたアパート以外の全てを失う。しかも、48歳という年齢では求人もなく、仕方なくフーバーの飲食宅配代行の配達員となる。
劣悪な労働環境の中で懸命に働くアルトゥーロは、ある日、フーバーのサービス「フーバー・フレンズ」の存在を知る。これは孤独を感じている人向けにAIが選んだホログラムのパートナー「フバ友」を提供してくれるサービスで、アルトゥーロには若い女性ステッラが選ばれる。自分のことを全てわかってくれるステッラの存在に癒されたアルトゥーロは、実体のない存在とわかっていながらもステッラに恋心を抱くようになる。しかし、それが原因で仕事に穴を開け、しかもフーバー・フレンズの無料お試し期間の1週間が過ぎ、週あたり199ユーロの費用を払えないアルトゥーロはステッラを失う。アルトゥーロは仕事での失敗を挽回するため、さらに過酷な労働条件「フーバー・インフィニティ」（昼夜連続の1シフト制で4時間に20分休憩）を受け入れる。しかし、道端で休憩中に商売道具である自転車を盗まれてしまう。途方に暮れたアルトゥーロは道端で休んでいる他の配達員から自転車を盗もうとするが、その配達員はかつて自分を解雇した人事部長だった。一旦は自転車を盗んだアルトゥーロだったが、思い直してすぐに持ち主に戻し、代わりに客の家から盗んだ子供用キックスケーターで仕事をこなすことにする。ところがその矢先、アルトゥーロは自動運転の車にはねられて怪我をする。怪我は深刻ではなかったが、仕事を続けるしかないアルトゥーロは次の配達先に絶望する。それはリサと交際中にパーティで何度も行ったことがある金持ちの家だったのである。その家では今夜もパーティが行われており、アルトゥーロを覚えていた家主は嬉々として仲間たちに引き合わせる。そこでリサと再会し、改めて住む世界の違いを見せつけられたアルトゥーロは、パーティで浮かれ騒ぐ家主に向かって配達用バッグを投げつけ、仕事を辞めることにする。自暴自棄になったアルトゥーロは、199ユーロを払ってステッラを呼び出し、彼女への恋心を告白する。するとステッラは、実は自分が実在する生身の人間であり、ムンバイにあるフーバー本社の高層ビルから映像が投影されていること、そして自分もアルトゥーロと同じくフーバーに雇用されている労働者であることを明かす。さらに自分もアルトゥーロに惹かれていることを仄めかすが、その瞬間、規則違反として映像が消されてしまう。
アルトゥーロはステッラの実体に会おうと考える。アパートの間借り人となっていたラッファエッロの協力で、ムンバイのフーバー本社ビルの窓拭き係の職を何とか手に入れたアルトゥーロは、ラッファエッロが入手してくれた激安チケットでムンバイに行く。フーバーのビルに入ったアルトゥーロは、ラッファエッロの「フバ友」だったジャン＝ピエールの実体であるジャンピエロと出会う。こんな悪夢が蔓延したのは自分たちが「愚か者のように見過ごしてきた」からだと嘆くジャンピエロは、アルトゥーロをステッラの実体であるフローラに引き合わせる。再会した2人は互いに愛し合っていることを確認する。契約によって実質的にビル内に軟禁されている状態で、フーバーに生活の全てを握られているフローラをアルトゥーロは何とか説得し、警備員たちの制止を振り切って2人でビルから脱走する。
アルトゥーロとフローラが規定違反したことがフーバーの社長ジョン・フーバーに報告される。ジョンは慌てることも怒ることもなく、ただ2人を哀れむ。2人がこれからどこに向かい、何をするのか、全てが把握できるからである。そして、そのために必要な情報は全て利用者が自ら同意した上でフーバーに共有されたものなのだと強調する。

## キャスト
- アルトゥーロ: ファビオ・デ・ルイジ（イタリア語版） - 48歳で無職となった男性。
- ステッラ: イレニア・パストレッリ（イタリア語版） - アルトゥーロ向けのホログラムの若い女性。
- ラッファエッロ: ピフ（イタリア語版） - アルトゥーロの間借り人。臨時雇いのロマンス語の大学教授。
- リサ: ヴァレリア・ソラリーノ（イタリア語版） - アプリの相性診断の結果でアルトゥーロを捨てた恋人。
- ジャン＝ピエール: マウリツィオ・マルチェッティ（イタリア語版） - ラッファエッロ向けのホログラムの初老男性。
- ジョン・フーバー: エイモン・ファーレン（英語版） - フーバー社の創設者で社長。

## 製作
監督のピエルフランチェスコ・ディリベルトはインタビューにおいてジャック・タチ監督の1967年の映画『プレイタイム』から着想を得たと語っている。